# Pillan
För skidåkaren med smeknamnet "Pillan", se Pernilla Wiberg.
Pillan var en mäktig och respekterad ande i mytologin hos Araucanindianerna i Chile. Pillan förknippades också med jordskalv och andra utslag för övernaturliga makter. Antu är den mest kraftfulla Pillan, guvernör över alla andra.